# Au douzième coup de minuit
Au douzième coup de minuit (The Clock Strikes Twelve) est un roman policier écrit par l'écrivaine britannique Patricia Wentworth en 1944. 
Ce roman est d'abord paru en France sous le titre L'horloge sonne minuit aux éditions S.E.P.E.C. dans la collection Labyrinthe en 1946 dans une traduction tronquée, puis sous son titre actuel, aux éditions Édimail en 1986, dans une nouvelle traduction intégrale d'Anne-Marie Carrière, reprise aux éditions 10/18 dans la collection « Grands Détectives » no 2519 en 1994.

## Résumé
Alors que toute sa famille est réunie pour la Saint-Sylvestre, James Paradine annonce que l'un des convives l'a gravement trahi et que le coupable a jusqu'à minuit pour l'avouer. Le lendemain, James Paradine est retrouvé mort assassiné dans son bureau. Malheureusement pour le meurtrier, Miss Silver se trouve par hasard dans le village et tout disposée à enquêter sur cet assassinat.